# Hymeniacidon racemosa
Hymeniacidon racemosa är en svampdjursart som beskrevs av Brøndsted 1924. Hymeniacidon racemosa ingår i släktet Hymeniacidon och familjen Halichondriidae. Inga underarter finns listade i Catalogue of Life.